# 郝芳
郝芳（1964年5月—），男，内蒙古赤峰人，中国石油地质学家，中国科学院地学部院士，现任中国石油大学（华东）校长。

## 生平
郝芳出生于内蒙古赤峰市，1982年、1989年和1995年分别获得武汉地质学院矿产普查与勘探专业学士、中国地质大学硕士和博士学位，自1989年7月留校任教，2000年起作为长江学者奖励计划特聘教授在中国石油大学 (北京)工作，2007～2010年期间担任石油大学油气资源与探测国家重点实验室主任。曾任中国地质大学（武汉）副校长，主要从事油气成藏机理的教学和科研工作。2015年当选中科院院士。2017年1月任中国石油大学（华东）校长。2018年2月24日，当选为第十三届全国人大代表。